# رادیو تلسکوپ دهانه ماه

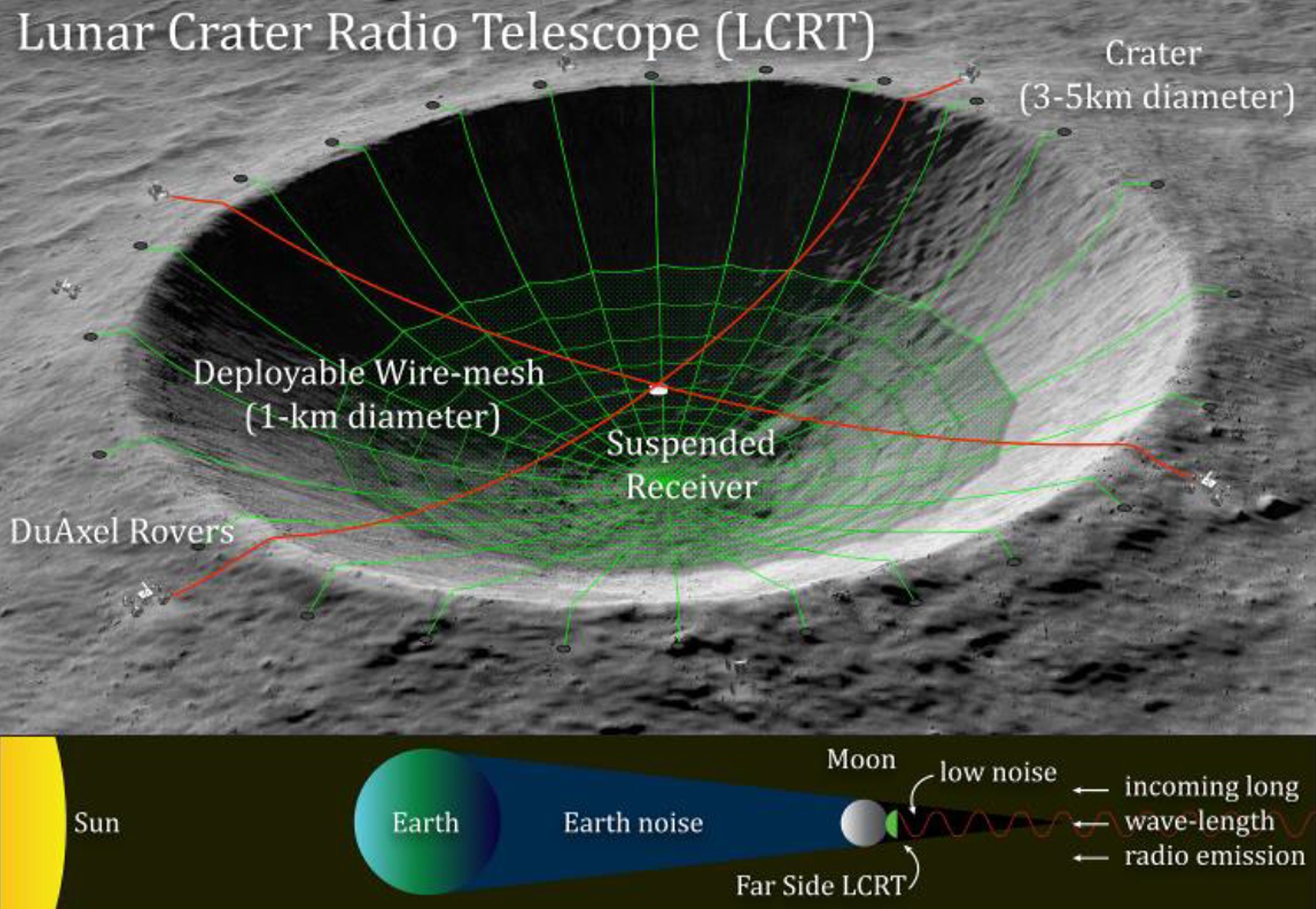
تصویر رادیو تلسکوپ دهانه ماه

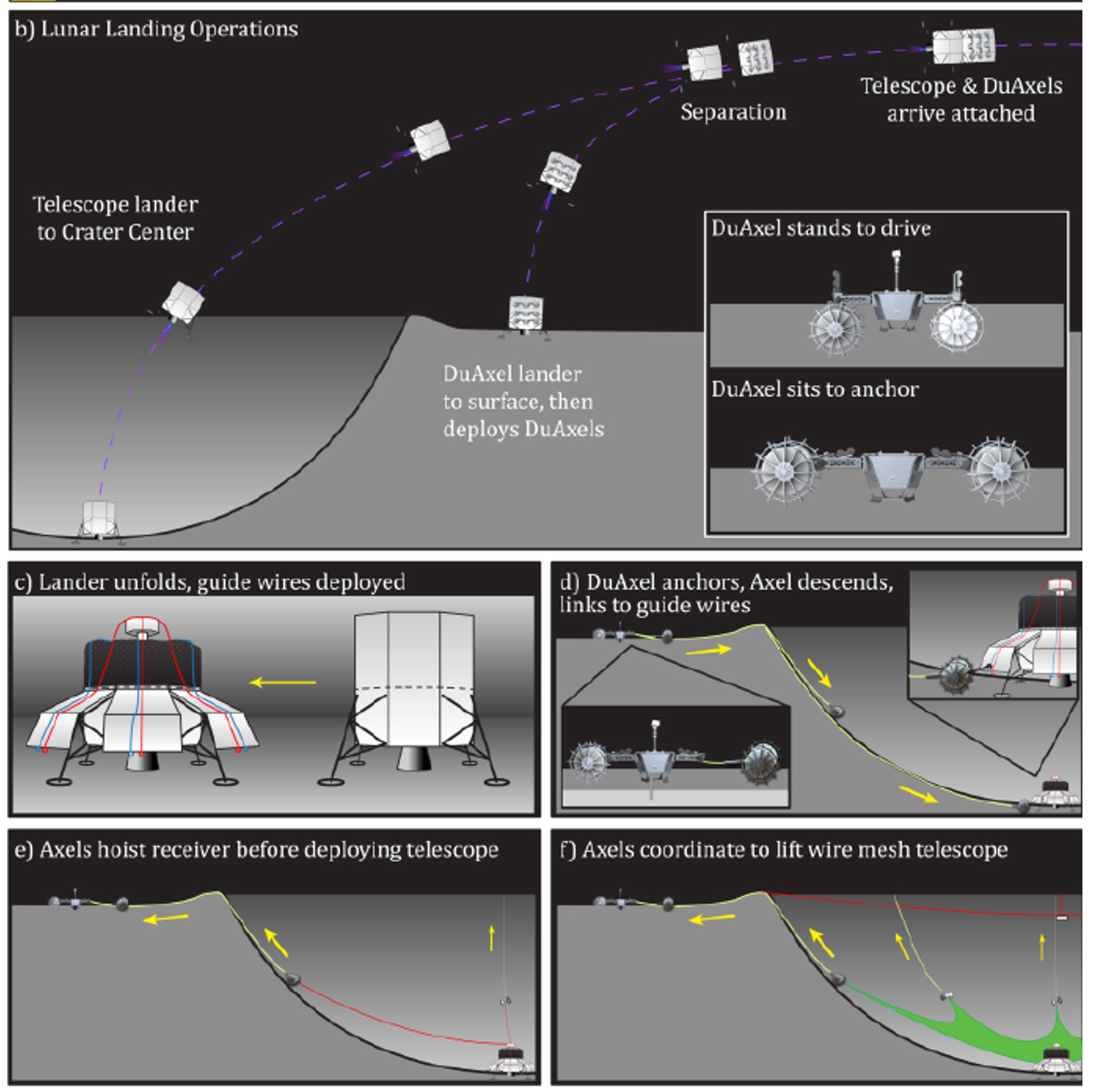
تصویر مفهومی علمیات ساخت LCRT

تلسکوپ رادیویی دهانه ماه (LCRT)، پیشنهادی از سوی موسسه مفاهیم پیشرفته ناسا برای ایجاد رادیو تلسکوپی درون دهانه ماه و در سمت پنهان ماه  با طول موج فوق العاده بلند (یعنی طول موج های بزرگتر از 10 متر، مرتبط با فرکانس‌های زیر 30 مگاهرتز) است. 